# فحص تراكيب الرأس
يُعتبر فحص تراكيب الرأس (بالإنجليزية: head, eyes, ears, nose, and throat examination)‏ أو اختصار (بالإنجليزية: HEENT examination)‏ جزءًا من الفحص الطبي الجسمي، ويتعلق أساسًا بالرأس والعينين والأذنين والأنف والحلق.

## الخطوات
- اختبارات عامة
  - معاينة الندوب أو تغيرات الجلد
  - جس المفصل الصدغي الفكيالمفصل الصدغي والغدة الدرقية والعقد اللمفاوية
  - قرع الجلد فوق الجيوب الجبهية والجيوب الأنفية للكشف عن أي علامات الألم
  - تسمع لغط الشريان السباتي
- اختبارات خاصة
  - العينان: فحص العين وحدة البصر (بما في ذلك تنظير قاع العين)
  - الأذنين: فحص السمع وتقييم الغشاء الطبلي (منظار الأذن المستخدم في تقييم الأذنين والأنف والفم)

عادة ما يُعتبر الفحص العصبي منفصلًا عن فحص تراكيب الرأس، على الرغم من أنه قد يكون هناك بعض التداخل في بعض الحالات.